# 川波通幸
川波 通幸（かわなみ みちゆき、1951年5月12日 - ）は、長野県出身のプロゴルファー。
父はゴルフのレッスンプロで知られた川波義太郎。

## 来歴
法政大学卒業後の1977年にプロ入りし 、1978年の日本プロでは平野勝之・山本善隆と共に 2日目には鷹巣南雄・草柳良夫・横島由一、3日目には小林富士夫・森本俊治と並んで2日連続10位タイ に着けた。
1980年のブリヂストンオープンでは初日に後半で3連続バーディーを2度繰り返す31の好スコアを出し、前半4アンダーで飛ばしたべテランの橘田規を抜き去り、6アンダー66で首位に立つ。周囲からは「流石に仕込みが違う」と言われたが、自身は落ち着かず、2日目には2つのダブルボギーを叩くなど80と崩れ、最終的には40位以下に終わった。
1981年の関東オープンでは湯原信光・新井規矩雄・青木功・小林富士夫・謝永郁（中華民国）・菊地勝司に次ぎ、鷹巣南雄と並んでの7位タイに入った。
1982年には三菱ギャランで10位、日本プロでは羽川豊・新井・時田陽充・青木基正と並んでの10位タイに入り、11試合で予選落ちを3度に抑える好調ぶりであった。続く関東プロでは初日にインから出て2連続バーディーで波に乗り、グリーンを外したのは3ホールだけで、5m、8mのパットを決めるなど、6バーディー、1ボギーの5アンダー67で首位スタートを決める。芝を読んだ通りにパットが打て、ショットの距離感を掴んだのがベストスコア67に繋がったが、2日目は中村俊明・森憲二と並んでの5位タイとした。
1984年の栃木オープンでは高橋五月を抑えると同時に町野治とのプレーオフの末に2位、1985年の第1回水戸グリーンオープンで杉谷博美・稲垣太成を抑えて丸山智弘の2位に入り、1989年の関東プロを最後にレギュラーツアーから引退。
現在は栃木県栃木市のサンランド栃木でゴルフレッスンを担当するほか、高橋完・植田浩史と共に栃木県プロゴルフ会メンバー。